# Гузелі
Гузелі (пол. Huzele) — село в Польщі, у гміні Лісько Ліського повіту Підкарпатського воєводства,  на теренах прадавніх українських земель.
Населення — 474 особи (2011).

## Розташування
Село лежить в долині річки Сян між горами Башта і Грушка.

## Назва
У 1977-1981 рр. в ході кампанії ліквідації українських назв село називалося Подзамче (пол. Podzamcze).

## Історія
Одне з найстарших сіл поблизу Ліська, закладена ще на руському праві.
Згадується вперше в документі 1436 року під назвою «Вржеле (Wrzele)». В 1441 в. Малгожата — жінка Мосцика з Великого Козмина, відписала дядьку Миколаю Кміту i його синам замок Соб'єн із селами, які до нього належать — Гузелі, Мишковці, Угорче Мінеральне й ін.
На 1785 р. селу належало 3.82 кв км земельних угідь і проживало 154 греко-католики, 34 римо-католики.
Власної церкви село не мало, прихід був у м. Лісько за 1 км. Виселення села в рамках депортаційних кампаній відбувалось напередодні Різдвяних свят. 

### Кількість вірних, греко-католиків
1840 — 245 осіб, 1899 — 293 осіб, 1926 — 286 осіб, 1936 — 350 осіб.
З 1772 р. до 1918 р. село у складі Австро-Угорської монархії.
Гузелі є одним з найстаріших центрів видобутку нафти у світі. Копальні ропи нафтової існували тут до 1884.
У 1919-1939 рр. — у складі Польщі. На 01.01.1939 у селі було 710 жителів, з них 370 українців, 260 поляків (здебільшого недавно прибулі працівники з міста — у 1880 р. були 54 римо-католики) і 80 євреїв. Село належало до Ліського повіту Львівського воєводства.
В 1945–1947 роках все українське населення було піддане етноциду — насильно переселене як до СРСР так й до північно-західної Польщі — Повернених Земель.. Зараз населене, в основному, поляками-переселенцями.
У 1975-1998 роках село належало до Кросненського воєводства.

## Демографія
Демографічна структура станом на 31 березня 2011 року:
|          | Загалом | Допрацездатний вік | Працездатний вік | Постпрацездатний вік |
| -------- | ------- | ------------------ | ---------------- | -------------------- |
| Чоловіки | 237     | 48                 | 150              | 39                   |
| Жінки    | 237     | 35                 | 145              | 57                   |
| Разом    | 474     | 83                 | 295              | 96                   |